# سم عصبي

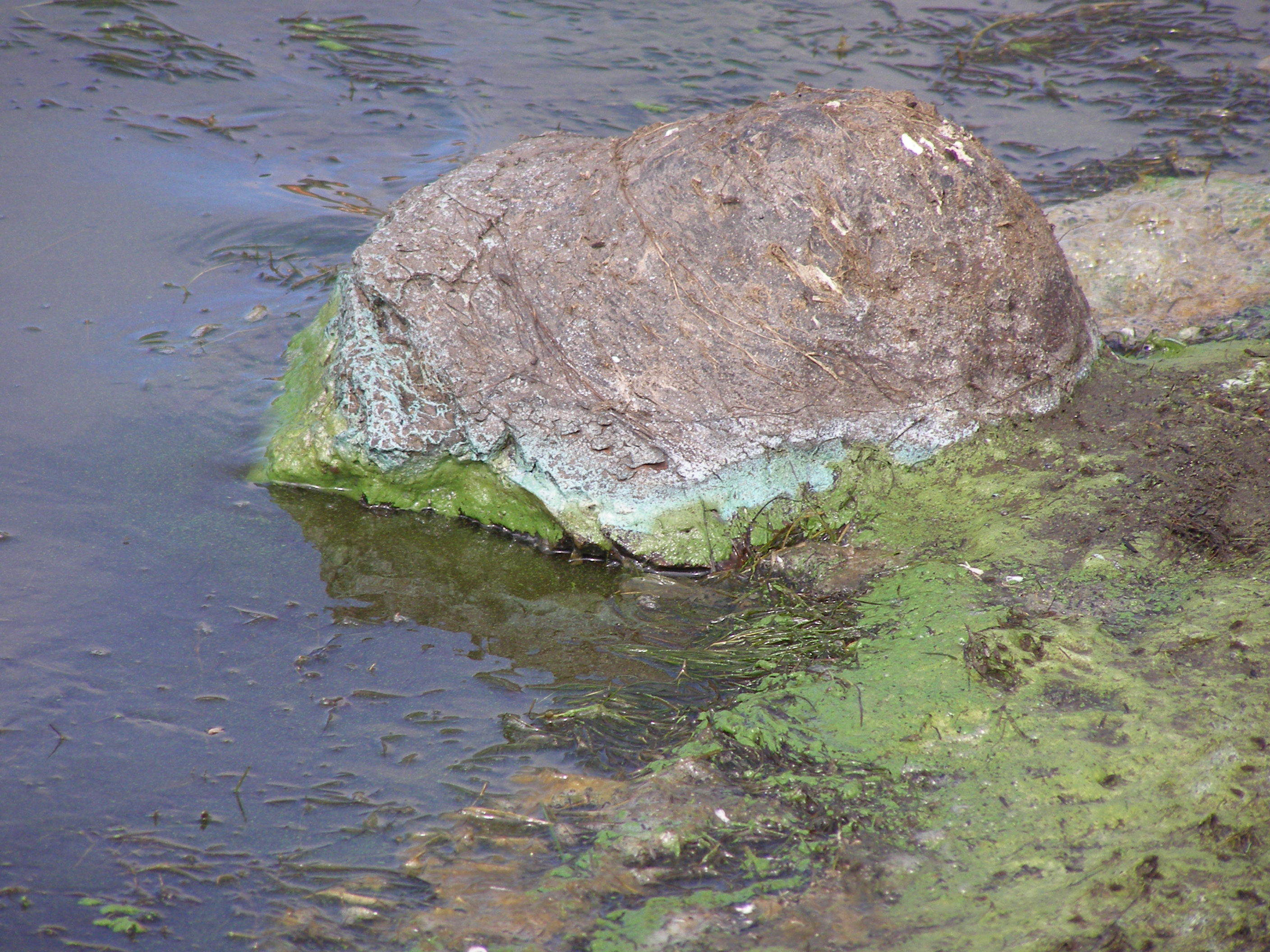
يمكن أن توجد السموم العصبية في عدد من الكائنات الحية، بما يشمل بعض سلالات البكتيريا الخضراء المزرقة، التي يمكن أن توجد في مناطق انتشار الطحالب أو مغمورة ومنجرفة على الضفاف في الزبد (الغثاء الطافي فوق السائل) الأخضر.

السموم العصبية هي ذيفانات تخرب النسج العصبية (مسببةً سمية عصبية). السموم العصبية هي صنف واسع من الكيميائيات خارجية المنشأ التي تسبب أذية عصبية تؤثر بشكل سلبي على وظائف تطور ونضج النسيج العصبي. يستخدم المصطلح أيضًا في تصنيف المركبات داخلية المنشأ التي تسبب سمية عصبية في حال اتصالها بشكل غير طبيعي. تعتبر قدرة السموم العصبية على استهداف مكونات عصبية محددة هامة جدًا في دراسة الجهاز العصبي، على الرغم من كونها مخربة للأعصاب غالبًا. تشمل الأمثلة الشائعة للسموم العصبية كلًا من الرصاص، والإيثانول (شرب الكحول)، والغلوتامات، وأحادي أكسيد النتروجين، وذيفان السجقية (البوتوكس مثلًا)، والتتانوسبازمين، والتيترودوتوكسين. تعتبر بعض المواد مثل أحادي أكسيد النتروجين والغلوتامات مادتين أساسيتين في الواقع من أجل ضمان عمل وظائف الجسم بشكل ملائم وتظهر التأثيرات السمية العصبية فقط في حال الزيادة المفرطة في تراكيزها.
تثبط السموم العصبية تحكم العصبون بتراكيز الشوارد عبر غشاء الخلية، أو الاتصال ما بين العصبون والمشبك. يتضمن التشريح المرضي لتعرض العصبون للسموم العصبية عادةً إما تحفيز سمي زائد أو استماتة لكنه قد يتضمن أيضًا أذية للخلايا الدبقية العصبية. تتضمن التظاهرات العيانية للتعرض للسموم العصبية أذية شاملة للجهاز العصبي المركزي مثل التخلف العقلي، واختلال الذاكرة المستديم، والصرع، والخرف. بالإضافة لتواسط السموم العصبية أذيات الجهاز العصبي المحيطي مثل الاعتلال العصبي أو الاعتلال العضلي بشكل شائع. يظهر الدعم من خلال عدد من المعالجات التي تساعد على تخفيف الأذية المتواسطة بالسموم العصبية، مثل إعطاء الأدوية المضادة للأكسدة والأدوية المضادة للسموم.

## الخلفية
التعرض للسموم العصبية في المجتمعات ليس جديدًا، إذ تعرضت الحضارات لمركبات مخربة عصبيًا لآلاف السنين. ومن أحد أبرز الأمثلة هو التعرض المحتمل الهام للرصاص خلال زمن الإمبراطورية الرومانية الناجم عن تطور في شبكات الأنابيب الواسعة وعادة غلي النبيذ المخلل في أحواض الرصاص من أجل تحليته، إذ تنتج تلك العملية أسيتات الرصاص، التي تعرف باسم (سكر الرصاص). باختصار، كانت السموم العصبية جزءًا من التاريخ البشري بسبب الطبيعة الهشة والحساسة للجهاز العصبي، التي تجعله أكثر عرضة للاضطراب.
يوجد النسيج العصبي في الدماغ، والنخاع الشوكي، والجهاز المحيطي إذ يشكل جهازًا بيولوجيًا استثنائيًا معقدًا ويحدد بشكل كبير العديد من السمات المميزة الخاصة بالأفراد. وكما في أي جهاز معقد إلى هذا الحد، تؤدي الاضطرابات حتى الصغيرة منها في بيئته لاضطرابات وظيفية هامة. تتضمن الخصائص التي تسبب حساسية النسيج العصبي؛ المساحة السطحية الكبيرة للعصبونات، والمحتويات الليبيدية العالية التي تثبت السموم محبة الليبيد، والجريان الدموي العالي للدماغ الذي يسبب زيادة تأثيرات التعرض للسموم، واستدامة العصبونات طيلة فترة حياة الفرد، ما يؤدي لمضاعفة الأذيات. نتيجةً لذلك، يمتلك الجهاز العصبي عددًا من الآليات المصممة لحمايته من الاعتداءات الداخلية والخارجية، بما فيها الحاجز الدموي الدماغي.
يعتبر الحاجز الدموي الدماغي (بي بي بي) أحد أهم أمثلة الحماية التي تمنع السموم والمكونات الأخرى المؤذية من الوصول إلى الدماغ. يروى الدماغ بجريان دموي كونه يحتاج لدخول المغذيات وخروج الفضلات. قد يحمل الدم عددًا من السموم المبتلعة التي تسبب موتًا عصبونيًا هامًا في حال استطاعت الوصول للنسيج العصبي. لذلك، تحيط الخلايا الواقية التي تدعى (الخلايا النجمية) بالشعيرات الدموية في الدماغ وتمتص المغذيات من الدم وتقوم بنقلها إلى العصبونات، إذ تعزل الدماغ بشكل فعال من عدد من الأذيات الكيميائية المحتملة.
يصنع هذا الحاجز طبقة كارهة للماء محكمة الإغلاق حول الشعيرات الدموية في الدماغ، ما يمنع انتقال المكونات الكبيرة أو المحبة للماء. تؤمن الضفيرة المشيموية طبقة واقية مضادة لامتصاص السموم في الدماغ، بالإضافة للحاجز الدموي الدماغي. الضفائر المشيموية هي طبقات موعاة من النسج توجد في البطين الثالث، والرابع، والبطينات الجانبية في الدماغ، مسؤولة عن إنتاج السائل الدماغي الشوكي (سي إس إف) من خلال وظيفة خلايا البطانة العصبية الخاصة بها. والأهم من ذلك، تحافظ الضفائر المشيموية على بيئة منتظمة بدقة من خلال العبور الانتقائي للشوارد والمغذيات وحصار المعادن الثقيلة كالرصاص، وتحوي تلك البيئة كلًا من الدماغ والنخاع الشوكي.
قد تستطيع بعض المكونات التي تشمل سمومًا عصبية معينة في حال كانت صغيرة الحجم أو كارهة للماء، أو في حال ثُبطت وظيفة الخلايا النجمية، الاختراق والوصول إلى الدماغ وإحداث أذية ما. واجه العلماء والأطباء في الوقت المعاصر تحديًا في استعراف ومعالجة السموم العصبية، ونتج عن ذلك زيادة في الاهتمام بأبحاث علم السموم العصبية والدراسات السريرية. حُققت نجاحات مكثفة في استعراف العديد من السموم العصبية البيئية وأصبح علم السموم العصبية السريري مجالًا مزدهرًا بشكل واسع، أدى ذلك لتصنيف من 750 إلى 1000 مركب سمي عصبي محتمل معروف. طُورت بروتوكولات خاصة من قبل وكالة حماية البيئية في الولايات المتحدة (إي بّي إيه)، بسبب الأهمية الأساسية لاكتشاف السموم العصبية في الأوساط البيئية الشائعة، من أجل اختبار وتحديد تأثيرات مركبات السمية العصبية (يو إس إي بّي إيه 1998). بالإضافة للزيادة في استخدام أنظمة الاختبار داخل المختبر ومساهمة ذلك في تقديم تحسينات هامة أكثر مما كان شائعًا في أنظمة الاختبار داخل الجسم الحي سابقًا. تشمل أمثلة التحسينات كلاً من قابلية الاستطراق، والبيئات الموحدة، وعزل التأثيرات الملوثة الخاصة باستقلاب الأجهزة. ومع ذلك، قدمت أنظمة الاختبار داخل المختبر مشاكل لصعوبة تعويضها عن التعقيدات الخاصة بالجهاز العصبي بشكل ملائم، مثل التفاعلات بين الخلايا النجمية الداعمة والعصبونات في صنع الحاجز الدموي الدماغي. ولزيادة تعقيد عملية تحديد السموم العصبية عند اختبارها داخل المختبر، قد يكون من الصعب ملاحظة الفرق بين السمية العصبية والسمية الخلوية عند تعرض العصبونات بشكل مباشر لمركبات قد لا توجد عند اختبارها داخل الجسم الحي، كما تُختبر داخل المختبر. بالإضافة إلى أن استجابة الخلايا للمواد الكيميائية قد لا تحدد بشكل دقيق الفروقات بين السموم العصبية والسموم الخلوية، في أعراض مثل الإجهاد التأكسدي والتغيرات الهيكلية التي قد تحدث استجابةً لكلاهما.
في محاولة لتحديد هذا التعقيد، اقتُرح مؤخرًا اعتبار عملية الانتبات العصبي (سواءً كان محواري أو تغصني) استجابةً للمركبات المطبقة تمييزًا أكثر دقة بين السموم العصبية الحقيقية والسموم الخلوية في بيئة اختبار داخل المختبر. لكنها تلقى دعمًا بطيء الانتشار بسبب عدم الدقة المتعلقة بهذه العملية. بالإضافة لانتشار استخدام الآليات الكيميائية الحيوية بشكل واسع في اختبارات السموم العصبية، إذ يمكن فحص حساسية المركبات لإحداث آلية تداخل خلوي، مثل سعة تثبيط الأستيل كولين إستيراز من قبل الفوسفور العضوي (يتضمن ذلك دي دي تي وغاز السارين). لاقت عملية تحديد المركبات الضارة وأعراض التعرض للسموم تحسنًا ملحوظًا على الرغم من حاجة طرق تحديد السموم العصبية للمزيد من التطور.

## اقرأ أيضًا
- خلية عصبية صماء